# جامعة كامادهينو تشهاتيسجاره
جامعة كامادهينو تشهاتيسجاره (بالهندية: छत्तीसगढ़ कामधेनु विश्वविद्यालय) هي جامعة حكومية  تقع في دورج ، تشهاتيسجاره ، الهند .
تأسست في عام 2012  وتقدم دورات في العلوم البيطرية والحيوانية على مختلف المستويات.

## الكليات التأسيسية
يوجد بالجامعة أربع كليات تأسيسية :
- كلية العلوم البيطرية وتربية الحيوانات ، أنجورا ، دورج
- كلية علوم الألبان وتكنولوجيا الأغذية ، رايبور
- كلية المصايد بكواردة
- كلية العلوم البيطرية وتربية الحيوانات ، بيلاسبور